# System Ewidencji Wypadków i Kolizji
System Ewidencji Wypadków i Kolizji (SEWIK) – system informatyczny obejmujący centralną bazę danych zawierającą informacje o zdarzeniach drogowych zaistniałych lub mających początek na drodze publicznej, w strefie ruchu lub w strefie zamieszkania, w związku z ruchem przynajmniej jednego pojazdu. SEWIK jest prowadzony przez Policję, nadzór merytoryczny nad nim sprawuje Biuro Ruchu Drogowego Komendy Głównej Policji. Informacje zebrane w SEWIK są przetrzymywane przez okres 6 lat, a są zbierane na podstawie wypełnionych kart zdarzeń drogowych, których wzór jest w zarządzeniu Komendanta Głównego Policji w sprawie metod i form prowadzenia przez Policję statystyki zdarzeń drogowych. SEWIK istnieje przynajmniej od 1995 r.
Dane w SEWIK są informacją publiczną, jednakże nie są publikowane na bieżąco, mogą zostać udostępnione na wniosek do Komendy Głównej Policji. Jednocześnie dane z SEWIK są wykorzystywane do przygotowywania raportów rocznych o wypadkach drogowych publikowanych przez Policję – Wypadki drogowe - raporty roczne.

## Karta zdarzenia drogowego
Podstawą wprowadzania danych do SEWIK jest karta zdarzenia drogowego, która wypełniana jest przez policjanta na miejscu zdarzenia. Od 2021 także w formie elektronicznej.
Karta składa się z następujących sekcji (2021):
- Nagłówka karty – m.in. z dokładnym umiejscowieniem zdarzenia na drodze i czas jego wystąpienia
- Schemat miejsca zdarzenia – plan sytuacyjny, szczegółowy szkic miejsca zdarzenia
- I. Miejsce zdarzenia (obszar, geometria drogi, skrzyżowanie)
- II. Charakterystyka miejsca zdarzenia – precyzyjne określenie miejsca, m.in. jezdnia, pobocze, przejście dla pieszych, inne elementy infrastruktury
- III. Informacje o drodze – rodzaj drogi (autostrada, droga ekspresowa, inne kategorie), nawierzchnia (rodzaj, stan), system oznakowania (znaki, sygnalizacja)
- IV. Oświetlenie – warunki oświetleniowe (dzień, noc, zmierzch/świt)
- V. Warunki atmosferyczne – stan pogody w momencie zdarzenia
- VI. Rodzaj zdarzenia – klasyfikacja zdarzenia (zderzenie pojazdów, najechanie na przeszkodę, inne typy)
- VII. Uszkodzenia poza pojazdami – zniszczenia infrastruktury (oznakowanie, bariery, inne elementy)
- VIII. Pojazdy uczestniczące – szczegółowa klasyfikacja pojazdów biorących udział w zdarzeniu
- IX. Stan pojazdu – informacje o usterkach technicznych (układ hamulcowy, układ kierowniczy, oświetlenie, inne elementy)
- X. Przyczyny zdarzenia – okoliczności zdarzenia, zachowania uczestników
- XI. Uczestnicy zdarzenia – dane osobowe, informacje o obrażeniach, stan trzeźwości
- XII. Dodatkowe informacje o kierującym – uprawnienia do kierowania, staż kierowcy, inne istotne informacje
- XIII. Rozstrzygnięcie – sposób zakończenia sprawy, podjęte działania prawne
- Uwagi i informacje dodatkowe – miejsce na dodatkowe istotne informacje nieujęte w pozostałych sekcjach
- Dane policjanta – informacje o funkcjonariuszu sporządzającym kartę

## Podstawy prawne
Zasady funkcjonowania i zmiany w SEWIK są definiowane w zarządzeniach Komendanta Głównego Policji.
- Zarządzenie Nr 31 Komendanta Głównego Policji z dnia 22 października 2015 r. w sprawie metod i form prowadzenia przez Policję statystyki zdarzeń drogowych (Dz. Urz. KGP z 2015 r. poz. 85 z późn. zm.)[1].
- Zarządzenie Nr 635 Komendanta Głównego Policji z dnia 30 czerwca 2006 r. w sprawie metod i form prowadzenia przez Policję statystyki zdarzeń drogowych (Dz. Urz. KGP z 2006 r. Nr 11, poz. 67).
- Zarządzenie Nr 10 Komendanta Głównego Policji z dnia 4 lipca 2000 r. w sprawie metod i form prowadzenia przez Policję statystyki zdarzeń drogowych (Dz. Urz. KGP z 2000 r. Nr 6, poz. 62 z późn. zm.).
- Zarządzenie Nr 12/99 Komendanta Głównego Policji z dnia 22 czerwca 1999 r. w sprawie metod i form wykonywania przez Policję zadań w zakresie prowadzenia statystyki wypadków i kolizji drogowych (Dz. Urz. KGP nr 13, poz. 89).
- Zarządzenie Nr 2/95 Komendanta Głównego Policji z dnia 12 stycznia 1995 r. w sprawie prowadzenia statystyki wypadków i kolizji drogowych.